# Ачаир
Ачаи́р — село в Омском районе Омской области России. Административный центр Ачаирского сельского поселения.
Основано в 1720 году.
Население — 2023 чел. (2010)

## География
Село расположено в лесостепи, в пределах Барабинской низменности, относящейся к Западно-Сибирской равнине, на правом берегу реки Иртыш. В окрестностях села распространены чернозёмы обыкновенные.
По автомобильным дорогам расстояние до областного центра города Омск составляет 56 км, до районного центра посёлка Ростовка 66 км.
Близ села проходит федеральная автодорога А320 (Омск — Черлак — граница с Казахстаном).

## История
Основано в 1720 году как форпост Ачаирский Тарского воеводства на границе со степными кочевниками. К 1782 году форпост стал крупной казачьей станицей, которая насчитывала 32 двора с населением в 191 человек. В первой трети XVIII века была заведена пашня. Общая площадь распаханных земель достигла 4000 десятин. В урожайные годы с каждой десятины собирали 5-6 четвертей ржи и 7-8 четвертей овса. В 1760-е годы через Ачаир прошёл участок Западно-Сибирского тракта.
В 1816 году в Ачаире был возведён каменный однопрестольный храм Святого Николая. В 1882 году в Ачаире была открыта казачья станичная школа, работавшая по трёхгодичной программе обучения. В 1907 году близ станицы Ачаирской был основан Богородице-Михайло-Архангельской женский монастырь.
В начале XX века Ачаир был местным промыслово-торговым центром, здесь имелись шесть мелочных лавок, казённая винная лавка и ренсковый погреб. В станице проводились еженедельные базары и ежегодные торжки. С 1912 года в станице работал артельный маслодельный завод.
В 1925 году Ачаир стал административным центром Ачаирского района (ликвидирован в 1929 году).

## Население
Динамика численности населения по годам:
| 1926 |
| ---- |
| 2041 |

| 1782 | 1788 | 1920  | 1989  | 2006  | 2010  |
| ---- | ---- | ----- | ----- | ----- | ----- |
| 191  | ↗519 | ↗3089 | ↘1989 | ↗2167 | ↘2023 |